# Andreas Walzer (Radsportler)

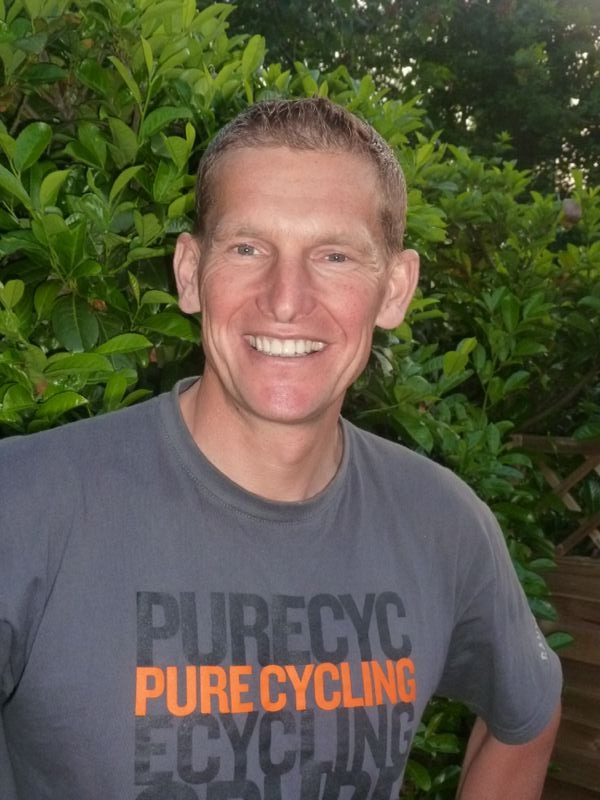
Andreas Walzer (2013)

Andreas Walzer (* 20. Mai 1970 in Homburg) ist ein ehemaliger deutscher Radrennfahrer und seit 2012 Sportlicher Leiter mehrerer Radsportteams.

## Sportliche Laufbahn
Walzer errang 1991 den Weltmeistertitel in der Mannschaftsverfolgung. Zudem wurde er Vizeweltmeister im Straßen- und im Bahnvierer sowie zweimal Deutscher Meister im Einzelzeitfahren.
Bei den Olympischen Sommerspielen 1992 in Barcelona wurde Walzer Olympiasieger im Bahnvierer in der die Mannschaftsverfolgung.
In der Saison 1993 bestritt er die Rad-Bundesliga für die RSG Frankfurt.
Andreas Walzer konnte zwischen 1987 und 1999 insgesamt elf deutsche Meistertitel einfahren. 1994 gewann er das Rennen Rund um die Nürnberger Altstadt. Weiterhin gelangen ihm Etappensiege bei der Niedersachsen-, der Hessen-, der Bayern-, der Rheinland-Pfalz-Rundfahrt sowie der Sachsen-Tour.
Auch international war Andreas Walzer erfolgreich, so gewann er u. a. Etappen bei der Tour de Liège, der Tour de la Region Wallonne, der Tour de Langkawi und eine Etappe sowie die Gesamtwertung beim OZ-Wielerweekend in den Niederlanden und der Tour de Moselle in Frankreich. 1990 gewann er das Eintagesrennen Rund um Frankfurt.

## Nach dem Sport
Wegen einer chronischen Herzmuskelentzündung musste Walzer im Jahr 2001 seine aktive Karriere mit 31 Jahren beenden. Anschließend war er zehn Jahre während der Tour de France und der Deutschland Tour als Radsportexperte bei der ARD tätig.
Walzers Heimatverein sind die Radlerfreunde Homburg, wo er Nachwuchstalente betreut. Im Jahr 2008 übernahm er zudem die Bundesliga U-23-Mannschaft des FC Rheinland-Pfalz/Saar Mainz, wo er den Rennbetrieb, speziell der U-23 Bundesliga-Mannschaft, koordinierte und den Verein als Sportlicher Leiter vertrat. Im September 2009 wechselte er in gleicher Funktion zum MLP-Radteam aus Wiesloch, welches zur Saison 2014 mit dem Team Bergstraße-Jenatec fusionierte.
Nach Beendigung seiner aktiven Radsportlaufbahn absolvierte Walzer ein BWL-Studium. Von 2001 bis 2012 arbeitete er für das Christliche Jugenddorfwerk (CJD) in Homburg als Leiter der Verwaltung. Seit Mai 2012 ist die Firma Canyon Bicycles in Koblenz sein Arbeitgeber, wo er für die Betreuung der Rennfahrer des Katusha-Radsporteams, des Topeak Ergon Racing Teams und des Triathlon Teams und ihres Materials zuständig ist.

## Privates
Andreas Walzer ist seit 1998 verheiratet, lebt in Homburg und hat zwei Kinder.

## Auszeichnungen
1992 wurde Walzer in seiner Heimatstadt Homburg für seine Verdienste um den Homburger Sport mit der Bürgermedaille geehrt. Als Olympiasieger der Olympischen Spiele 1992 erhielt er am 23. Juni 1993 von Bundespräsident Richard von Weizsäcker das Silberne Lorbeerblatt.